# مقاومت ملی اهواز
مقاومت ملی اهواز، جنبشی متشکل عرب‌های ایران در خوزستان ایران است که هدف مبارزه و فعالیتشان استقلال خوزستان و مناطق عرب نشین ایران است. این گروه مسئولیت حمله به رژه نظامی در اهواز را بر عهده گرفت. یعقوب حر تستری، سخنگوی یکی از دو گروه که دیگری خود را به عنوان جنبش مبارزه عربی برای آزادی اهواز معرفی می‌کنند، در مصاحبه با تلویزیون ایران اینترنشنال اظهار داشت که مقاومت ملی اهواز مسئولیت این حمله را بر عهده می‌گیرد. روزنامه اسرائیلی هاآرتص می‌گوید مقاومت ملی اهواز «یک سازمان حمایت از تمام جنبش‌های مسلح» بود که در پشت حمله‌ای قرار داشت که ۲۹ نفر کشته داشت ولی مشخص نکرد که کدام یک از این دو گروه عامل این حمله بود.
جنبش مبارزه عربی برای آزادی اهواز (الاحوازیه) بخشی از «مقاومت ملی اهواز» است. گروه الاحوازیه بیانیه‌ها و اخبار خود را نیز با نام مقاومت عرب الاحواز صادر می‌نماید. در بهمن ماه سال ۱۳۹۸، چهار تن از اعضای گروه الاحوازیه در دانمارک و هلند، به اتهام تعامل اطلاعاتی با عربستان سعودی و برنامه‌ریزی برای یک یا چند حمله مسلحانه در ایران، دستگیر شدند.

## واکنش‌ها
در اولین ساعات حمله مسلحانه به مراسم بزرگداشت هفته دفاع مقدس در اهواز انگشت اتهام مقامات ایران به این گروه و جنبش الاهوازیه دیگر گروه همسو اشاره کرد، یکی از تحلیلگران مسائل بین‌الملل جمهوری اسلامی ایران نیز در مصاحبه با خبرگزاری اسپوتنیک اظهار داشت: دو گروه تجزیه طلب مخالف حکومت ایران که در استان خوزستان فعالیت می‌کنند و همچنین داعش مسئولیت این حمله را بر عهده گرفته‌اند ولی دقیقاً مشخص نشده است که کدام یک از دو گروه جنبش الاهوازیه یا مقاومت ملی الاهواز این عملیات تروریستی را انجام داده است..

## حبیب اسیود
حبیب اسیود، از رهبران سابق این گروه در آبان ۱۳۹۹ توسط نیروهای امنیتی ایران ربوده و به ایران آورده شد و سرانجام در اردیبهشت ۱۴۰۲ اعدام شد.